# Ornithocephalus vasquezii
Ornithocephalus vasquezii är en orkidéart som beskrevs av Dodson. Ornithocephalus vasquezii ingår i släktet Ornithocephalus och familjen orkidéer.
Artens utbredningsområde är Bolivia. Inga underarter finns listade i Catalogue of Life.